# Musa Yerniyazov
Musa Yerniyazov (né le 20 décembre 1947, mort le 31 juillet 2020) est un homme politique ouzbèke.
Il a été président du parlement du Karakalpakstan, république autonome de l'Ouzbékistan, entre 2002 et 2020.
Il s'est vu décerner le titre de héro de l'Ouzbékistan en 2019.
Il a été contaminé par le Covid-19 en juin 2020, et est mort de complications causées par l'infection,.